# Norra Ljunga

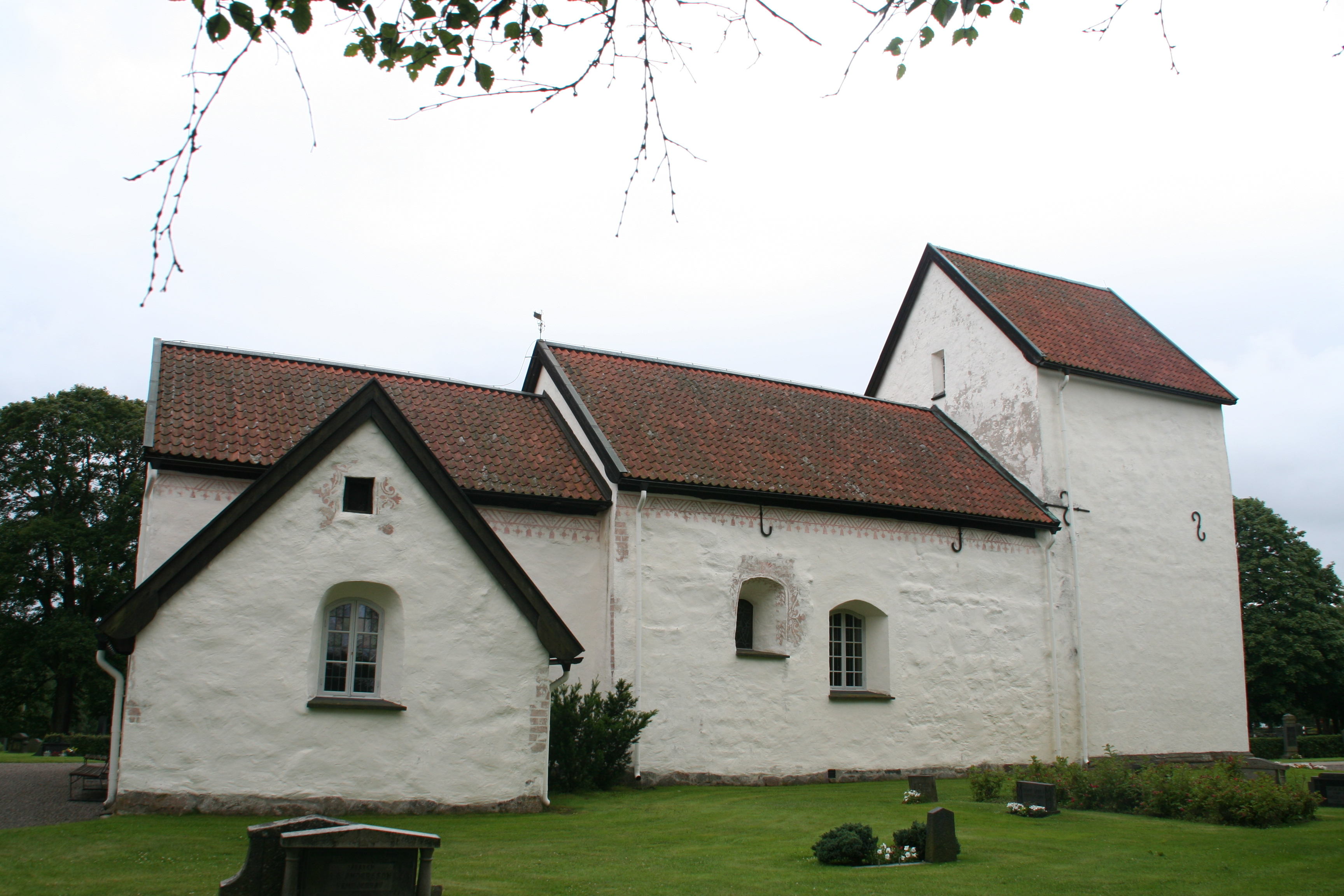
Kirche von Norra Ljunga

Norra Ljunga ist ein Dorf in der schwedischen Gemeinde Sävsjö der Provinz Jönköpings län sowie der historischen Provinz (landskap) Småland.  
Das kleine Dorf zählt weniger als 50 Einwohner (Stand 2010). Es liegt südwestlich von Sävsjö, südlich der Landstraße 170 von Vrigstad nach Sävsjö. Südlich des Dorfes fließt der Ljungaån.
Im Dorf steht die aus dem 12. Jahrhundert stammende Kirche von Norra Ljunga. In der Umgebung befinden sich auch prähistorische Fundstätten, so das Gräberfeld von Norra Ljunga.

## Persönlichkeiten
Im Bereich der Kirchengemeinde Norra Ljungas wurden die Abgeordneten Carl Johan Mejenqvist (1823–1909) und John Pettersson (1893–1968) geboren.
Koordinaten: 57° 23′ N, 14° 36′ O